# Eunomiusz z Kyziku
Eunomiusz z Kyziku (zm. ok. 393) – herezjarcha, jeden z przywódców anomejczyków — radykalnego odłamu arian.

## Życiorys
Urodził się w Dakorze w Kapadocji w początkach IV wieku. Studiował teologię w Aleksandrii u Aecjusza. Następnie związał się z biskupem Eudoksjuszem, który powołał go na diakona. Z polecenia Eudoksjusza w roku 360 został wyznaczony biskupem Kyziku. Jego radykalnie ariańskie wypowiedzi wzbudziły skargi. Na rozkaz cesarza Konstancjusza II (umiarkowanego arianina) został usunięty ze stolicy biskupiej po mniej niż roku od jej objęcia.
Za panowania Juliana i Jowiana mieszkał w Konstantynopolu razem z Aecjuszem konsolidując dysydencką partię i konsekrując biskupów. Następnie przeniósł się do Chalkedonu, skąd został wygnany do Mauretanii za wsparcie rebelii Prokopiusza. Zanim jednak tam dotarł, karę zniesiono.
W 383 roku uczestniczył w pracach synodu w Konstantynopolu. Wkrótce potem został wygnany przez cesarza Teodozjusza do Halmyris w prowincji Scythia Minor. Później rezydował w Chalkedonie i Cezarei Kapadockiej, skąd został wyrzucony przez mieszkańców za pisma krytykujące biskupa Bazylego. Swoje ostatnie dni spędził w rodzinnej Dakorze, gdzie zmarł około 393 roku.
Był autorem wielu pism, ale wskutek licznych cesarskich edyktów nakazujących niszczenie jego pism, do naszych czasów przetrwały jedynie fragmenty jego spuścizny literackiej. W całości zachowała się Apologia – pismo, w którym podkreśla Eunomiusz różnicę natur między Ojcem i Synem, oraz fragment drugiej Apologii. Do pism zaginionych należą: Wyznanie wiary, Komentarz do Listu do Rzymian oraz listy.